# Alberto Gómez Font
Alberto Gómez Font (Barcelona, 1955) es filólogo, lingüista y barman español que también se ha destacado como corrector y profesor. Fue director del Instituto Cervantes de Rabat (Marruecos) de 2012 a 2014. Asimismo, desde el 2005 hasta el 2012 fue coordinador general de la Fundación del Español Urgente (Fundéu). Es académico correspondiente de la Academia Norteamericana de la Lengua Española. 

## Biografía
Nació en Barcelona en 1955; cursó los estudios de enseñanza primaria en Pereira (Colombia) y los de la secundaria en Barcelona. En 1979, se licenció en Filología árabe en la Universidad Autónoma de Madrid y ese mismo año ingresó en el Cuerpo de Ingenieros de Transmisiones con el rango de sargento
de complemento. En 1980 empezó a ejercer su profesión de filólogo en el Departamento de Español Urgente de la Agencia EFE. Desde entonces ha organizado y presentado numerosos seminarios sobre la lengua en la prensa española y ha impartido cursos y conferencias sobre el buen uso del español y sobre el lenguaje de la prensa en universidades de España, Europa, Hispanoamérica, los Estados Unidos y Marruecos. 
Es coautor de todas las ediciones del Manual de Español Urgente, del Libro de estilo Garrigues y de otros manuales de estilo de medios de comunicación y de otras empresas. Colaboró en la redacción del Diccionario panhispánico de dudas y en la 23.ª edición del Diccionario de la lengua española de la Asociación de Academias de la Lengua Española.
Profesor, desde 1990 hasta el 2012, en los cursos de modernización del lenguaje administrativo organizados por el Ministerio de las Administraciones Públicas (MAP) de España. Fue también profesor, desde el 2001 hasta el 2012, en las maestrías de «Periodismo de Agencia» organizadas por la Agencia EFE y en los másteres del Centro de Estudios Garrigues.
Ponente en las versiones I, II y III del Congreso Internacional de la Lengua Española celebrados en Zacatecas, Valladolid y Rosario, respectivamente. Profesor invitado, desde el curso 2005-2006 hasta el 2012, en la Facultad de derecho de la Universidad Pompeu Fabra (Barcelona). 
Profesor invitado (2007 y 2008) en la Facultad de Comunicación de la Universidad de Miami. Profesor invitado en otras universidades de Europa, Hispanoamérica, los Estados Unidos y Marruecos.
Profesor de talleres sobre el buen uso del español para periodistas en periódicos, emisoras de radio y canales de televisión de Europa y América.
Colaborador del Centro Virtual del Instituto Cervantes, sección «Rinconete». Forma parte del colectivo Palabras Mayores junto a Xosé Castro, Antonio Martín y Jorge de Buen Unna.

## Obra
En autoría exclusiva:
· Cócteles tangerinos (Madrid: edición del autor, 1994)
. Cócteles tangerinos de ayer y de hoy (Granada: Lápices de Luna, 2017)
. Cócteles tangerinos de antier, de ayer y de hoy (Madrid: Kasbah Editorial, 2024)
· Diccionario de Español Urgente (Madrid: Ediciones SM, 2000)
· Donde dice... debiera decir (Gijón: Trea, 2006 / Buenos Aires: Áncora, 2006)
· Sabores colombianos (Gijón: Trea, 2005)
. Errores correctos (mi oxímoron) (Madrid: Pie de página, 2017)
. Hablemos asín (Madrid: Pie de página, 2019)
· Vademécum de español urgente (I) y (II) (Madrid: Fundación EFE, 1992, 1995)
En coautoría:
. Los conjurados de Tánger (Tánger: Revista Sures, Librairie des Colonnes, 2019) 
· Palabras Mayores, el libro: 199 recetas infalibles para expresarse bien (Barcelona: Vox, 2015)
· Enciclopedia del español en los Estados Unidos (Madrid: Instituto Cervantes-Santillana, 2008)
· Manual de Español Urgente (Madrid: Cátedra, 2008)
· Libro de estilo Garrigues, para juristas (Madrid: Aranzadi, 2005)
· Manual de estilo de la NAHJ (National Association of Hispanic Journalists: Estados Unidos, Washington, 2004)
· Libro de estilo de Red Eléctrica de España (2007)
· Normas de redacción del diario Prensa Libre (Guatemala, 2007)
· Libro de estilo del Ilustre Colegio de Abogados de Madrid (2007)
· Libro de estilo del Ilustre Colegio de Abogados de Granada (2008)
· Manual de español urgente de la Agencia EFE (Madrid: Ediciones Cátedra)
· Colección de fichas Informe sobre el lenguaje (Madrid: ABRA Comunicación, 1992-1995)
· Madrid en 20 tragos (Madrid: Armero Ediciones, 2011)
· Barcelona en 20 coctelerías (Madrid: Armero Ediciones, 2012)
· 29 Dry Martinis (Barcelona: Edhasa, 1999)
En colaboración:
- Diccionario Panhispánico de Dudas (Madrid: RAE-Santillana, 2005)
- Enciclopedia del español en los Estados Unidos (Madrid: Santillana, 2008)
- Diccionario de la lengua española (Madrid: Barcelona: RAE-Espasa, 2014)

### Otras publicaciones
Compilador de Español con estilo (Gijón: Trea, 2015)
Coordinador y compilador de textos en las publicaciones de la Agencia EFE sobre cuestiones lingüísticas: El idioma español en las agencias de prensa (Madrid: EFE y Fundación Germán Sánchez Ruipérez, 1990), El neologismo necesario (Madrid: EFE y Comunidad Autónoma de La Rioja, 1992) y El idioma español en el deporte (Logroño: EFE y Comunidad Autónoma de la Rioja, 1992).

### Foros, seminarios, cursos, talleres, congresos
- Foro de debate sobre el uso del español «Apuntes en la Internet» (Madrid, 1989; creador)
- Seminario Internacional «El Idioma Español en las Agencias de Prensa» (Madrid, 1989; coordinador y ponente)
- Seminario «El Neologismo Necesario» (San Millán de la Cogolla, 1991; organizador, coordinador y moderador)
- Congreso «El Idioma Español en el Deporte» (Logroño, 1992; organizador, coordinador y moderador)
- Talleres de comunicación en el II Coloquio de Lingüística: «Lenguaje y Comunicación» (Caracas, 1994; director)
- Seminario «El Idioma Español ante el Nuevo Milenio» (San Millán de la Cogolla, 1996; organizador y coordinador)
- Cursos de corrección de textos en la prensa escrita organizados por la Fundación Duques de Soria (Salamanca 1996, 1997 y 2000; Valladolid 1998; coordinador y profesor)
- Seminario «El español y las nuevas tecnologías» (San Millán de la Cogolla, 1997; organizador, coordinador y ponente)
- Seminario «El español y los medios de comunicación» (San Millán de la Cogolla, 1998; organizador, coordinador y ponente)
- Curso «El español que hablamos, el español que hablaremos» (Santander, 2005; organizador y coordinador)
- Seminario internacional «El español en los medios de comunicación de los EE. UU.» (San Millán de la Cogolla, 2006; organizador, coordinador y moderador)
- Curso «Los medios de comunicación y su papel de directores del futuro de la lengua española» (San Roque, 2006; organizador, coordinador y ponente)
- Seminario «El español de los noticiarios de televisión a ambos lados del Atlántico» (San Millán de la Cogolla, 2007; organizador y moderador)
- Curso «El género en español y el lenguaje no sexista» (San Roque, 2007; organizador y coordinador)
- Seminario «El español de los jóvenes» (San Millán de la Cogolla, 2008; organizador y coordinador)
- «Curso teórico práctico de corrección de textos» (San Roque, 2008; organizador y coordinador)
- Curso «El lenguaje de los jóvenes» (San Roque, 2009; organizador y coordinador)
- Seminario «Mujer, periodismo y lenguaje» (San Millán de la Cogolla, 2009; organizador y coordinador)

## Influencias
Reconoce haber aprendido mucho del magisterio de personalidades como Fernando Lázaro Carreter, Manuel Alvar, Antonio Tovar, Valentín García Yebra, Antonio Llorente Maldonado de Guevara, Gregorio Salvador Caja, Humberto López Morales, Víctor García de la Concha, Pedro García Domínguez y Leonardo Gómez Torrego.